# Poculum ruborum
Poculum ruborum är en svampart som beskrevs av Josef Velenovský 1934. Poculum ruborum ingår i släktet Poculum och familjen Rutstroemiaceae.   Inga underarter finns listade i Catalogue of Life.